# Tibetologie
 Tibetologie  is de studie van Tibet, de Tibetaanse taal, literatuur, cultuur, de geschiedenis van Tibet, filosofie, kunst en alle andere relevant geachte domeinen.
Traditioneel werd tibetologie gedomineerd door studies over de ontwikkeling van het Tibetaans boeddhisme en de geschiedenis van het gebied. De laatste decennia zijn in toenemende mate studies verschenen over de huidige situatie in Tibetaanse cultuurgebieden.

## Ontwikkelingen tot de negentiende eeuw

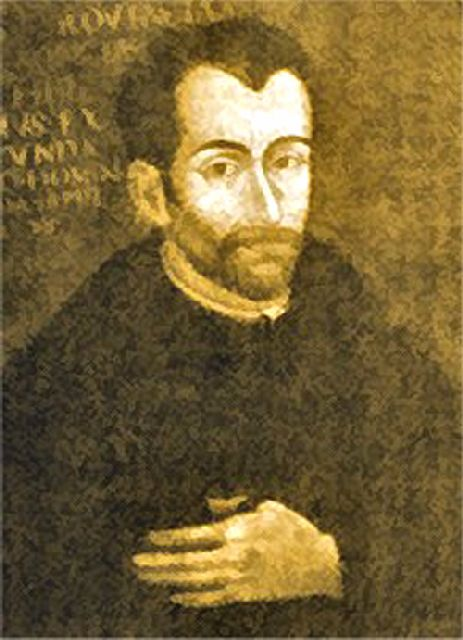
Antonio de Andrade

De kennis over Tibet in Europa was tot in de negentiende eeuw gebaseerd op verhalen en beschrijvingen van ontdekkingsreizigers en missionarissen. De overeenkomst tussen velen van hen was dat zij niet of nauwelijks de Tibetaanse taal beheersten en zich in hun opvattingen sterk lieten leiden door hun eigen religieuze en ideologische overtuigingen. De eerste beschrijvingen betroffen meestal observaties van Tibetaanse lama's aan het hof in Karakorum, de toenmalige hoofdstad van het Mongoolse Rijk. Het waren beschrijvingen van onder meer Willem van Rubroeck, Marco Polo en Odoric van Pordenone. Rond 1620 was António de Andrade vermoedelijk de eerste Europeaan die Tibet bezocht. De meeste van hun beschrijvingen handelden vooral over de ´´ de religie van Tibet ´´ zonder enig besef dat dit een regionale variant van het boeddhisme was.
De eerste persoon die een ander beeld van Tibet gaf, was de Italiaanse jezuïet Ippolito Desideri (1684-1733). Hij verbleef van 1716 tot 1721 in Lhasa en omgeving. Zijn beschrijving van ruim vijf jaar in het land vormt het belangrijkste deel van de Relazione del Viaggio di Ippolito Desideri. Het is de eerste min of meer correcte beschrijving van Tibet. Desideri beschreef het landschap, de flora en fauna, de landbouw in Tibet, de Tibetanen met hun gebruiken, de sociale orde, de voor dat moment recente geschiedenis van Tibet en vooral het Tibetaans boeddhisme. Desideri merkte als eerste de voornamelijk uit India afkomstige wortels van het Tibetaans boeddhisme op. In zijn boek gaf hij ook een correcte samenvatting van zowel de kangyur als de tengyur, de canon van het Tibetaans boeddhisme.
De Relazione del Viaggio di Ippoliti Desideri werd geschreven na zijn terugkeer uit Tibet tijdens zijn verblijf daarna in India of gedurende de laatste jaren van zijn leven in Europa. Het werk raakte vrijwel onmiddellijk na zijn overlijden in de vergetelheid tot het pas in 1875 gevonden werd in een privébibliotheek in Florence. Pas in 1904 werd een eerste publicatie in het Italiaans uitgegeven. Gedurende de hele achttiende eeuw zou er verder niemand in Europa zijn, die de Indiase wortels van het Tibetaans boeddhisme opmerkte.

## Ontwikkelingen in de negentiende eeuw

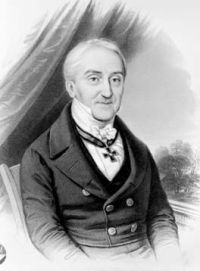
Isaac Jacob Schmidt

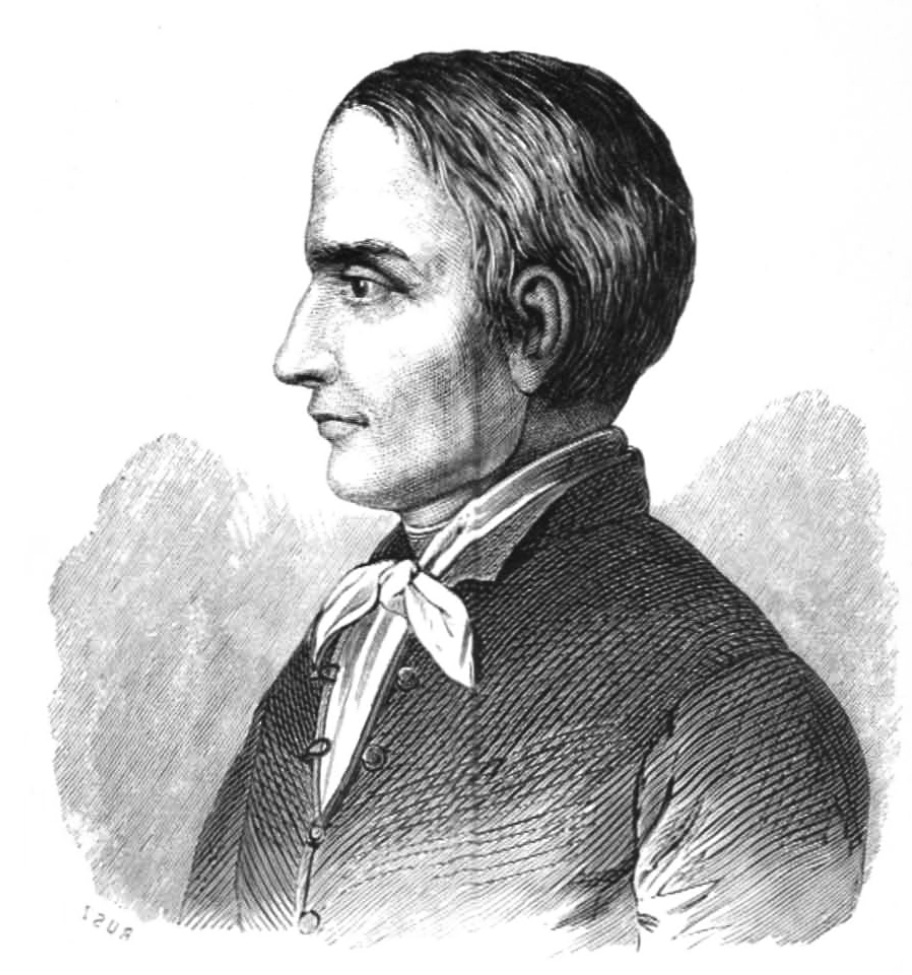
Sándor Kőrösi Csoma

Vanaf eind achttiende eeuw was Tibet voor Europese reizigers vrijwel niet meer toegankelijk. Aandacht voor Tibet was in de negentiende eeuw vrijwel geheel gericht op het Tibetaans boeddhisme en teksten daarvan. Het Instituut voor Oriëntaalse Studies van Sint-Petersburg speelde hierin een belangrijke rol. De aanwezigheid van groepen Tibetaans boeddhisten, zoals de Kalmukken en de Boerjaten, in het Russische rijk was een van de aanleidingen daarvoor. Prominenten waren onder meer V.P. Vasiliev (1818-1900), F.I. Scherbatsky (1866-1942) en A.A. von Schifner die omstreeks 1860 het belangrijkste werk van Taranatha, De geschiedenis van het boeddhisme in India vertaalde.
De ook aan dit Instituut verbonden Isaac Jacob Smidt (1779- 1847) was de eerste die in zijn essay Ueber Lamaismus und die Bedeutung Losigkeit dieser Nahmens de religie van Tibet als een duidelijk boeddhistische beschrijft. In 1837 publiceerde hij een eerste vertaling vanuit het Tibetaans in het Frans van de Diamantsoetra.
Er is dan ook - ruim 100 jaar na Ippolito Desideri - weer een samenvatting in een Europese taal van de Tibetaans boeddhistische canon. Brian Houghton Hodgson, de resident van de British East India Company in Nepal ontdekte de canon in enkele kloosters. Hij wist in 1831 de teksten in het Tibetaans te verkrijgen en zond kopieën daarvan naar wetenschappelijke instituten in Londen en Parijs. Een derde kopie zond hij naar Sándor Kőrösi Csoma, een Hongaars oriëntalist, die op dat moment in Calcutta woonde. Csoma beheerste het Tibetaans door een driejarig verblijf in Ladakh. Hij publiceerde een eerste algemene inhoud van de teksten. Hij wordt dan ook meestal beschouwd als de eerste Europese ontdekker ervan.
In Frankrijk was Philippe Édouard Foucaux (1811 – 1894) de eerste die een leerstoel kreeg voor het onderricht in de Tibetaanse taal aan de l'École des langues orientales.
Met name in de Angelsaksische wereld was een stroming aanwezig die uiterst negatief over het Tibetaans boeddhisme oordeelde. Het waren auteurs zoals Max Müller (1823 —1900) en Thomas William Rhys Davids (1843 –1922), die het Tibetaans boeddhisme beschreven als een gedegenereerde vorm van het oorspronkelijke boeddhisme in India.
Aan het eind van de negentiende eeuw en begin twintigste eeuw slaagden Sarat Chandra Das (1849 – 1917) en Ekai Kawaguchi (1866 - 1945) er in om langere tijd in vermomming in Tibet door te brengen. Hun publicaties gaven voor het eerst weer informatie over de actuele situatie in het land, machtsverhoudingen, politieke en sociale orde.

## Ontwikkelingen in de twintigste eeuw

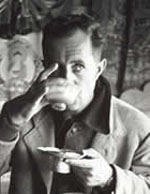
Giuseppe Tucci drinkt boterthee in Tibet

In 1907 en 1908 wisten respectievelijk Aurel Stein (1862 - 1943) en Paul Pelliot (1878 - 1945) omvangrijke hoeveelheden Tibetaanse documenten te bemachtigen die onderdeel waren van de manuscripten van Dunhuang. De studie van die documenten zal later in de eeuw de wetenschappelijke visie op de ontwikkelingen van het vroege Tibetaans boeddhisme, de Bön en dat van het Tibetaans rijk wezenlijk veranderen.
Belangrijke tibetologen in het eerste deel van de eeuw waren onder meer Giuseppe Tucci (1894 – 1984), Jacques Bacot (1877-1965), Marcelle Lalou (1890-1967), de opleider van Rolf Alfred Stein (1911-1999) en Frederick William Thomas (1867-1956). Na 1913 en de de facto onafhankelijkheid van Tibet is de toegang tot het land in beperkte mate weer mogelijk. Britse diplomaten zoals Charles Alfred Bell (1870 - 1945) en enkele decennia later vooral Hugh Richardson (1905 – 2000) hebben vele studies geschreven. De eerste Nederlandse tibetoloog in die periode was Johan van Manen ( 1877-1943).

### Vanaf de Tibetaanse ballingschap
De tibetologie kreeg door de Tibetaanse ballingschap een enorme impuls. Tibetaanse lama's begonnen vanaf ongeveer 1960 uitnodigingen te krijgen om naar het westen te reizen en daar te spreken. In Noord-Amerika was de komst van Ngawang Wangyal van grote betekenis. Zelf van oorsprong een Kalmuk verbleef hij in Tibet. Hij besloot al in 1951 naar India te vluchten. In 1955 ging hij naar de Verenigde Staten en verzamelde een aantal leerlingen om zich heen. Daarbij behoorden onder meer Jeffrey Hopkins (1940) en Robert Thurman (1941). Het gevolg was dat tibetologie nu ook verankerd werd in faculteiten van Amerikaanse universiteiten. De eerste vakgroepen tibetologie ontstonden aan de Universiteit van Virginia en die van Wisconsin.
Daarnaast was er een overeenkomst tussen de V.S. en India dat een deel van de schuld van India aan de V.S. betaald kon worden in boeken. Van 1968 tot 1985 was de tibetoloog Gene Smith (1936 – 2010) de leidinggevende van The library of Congress in New Delhi. Er werden door zijn inspanningen duizenden- tot dan toe onbekende – Tibetaanse documenten die in de ballingschap aanwezig waren naar Amerikaanse universiteitsbibliotheken gezonden. In 1999 richtte Smith, samen met Leonard van der Kuijp van de Harvard-universiteit, het Tibetan Buddhist Resource Center (TBRC) op, dat de grootste bibliotheek van Tibetaanse literatuur bevat die zich buiten Tibet bevindt. In 2007 schonk Gene Smith zijn persoonlijke collectie van ruim 12.000 Tibetaanse teksten aan de Zuidwestelijke Universiteit voor Nationaliteiten in Chengdu dat hierdoor het belangrijkste centrum voor Tibetaanse literatuur werd in China.
De eerste Amerikaanse curricula waren geschreven door Jeffrey Hopkins en gebaseerd op het monastieke model van de gelugtraditie. Dat heeft een aanzienlijke invloed gehad op de ontwikkeling van de tibetologie aldaar. Het aantal aan de gelug gerelateerde Amerikaanse publicaties is tot op heden aanzienlijk groter dan in Europa.
In Europa is in het tweede deel van de twintigste eeuw meer aandacht geweest voor andere Tibetaanse tradities. De studie van bijvoorbeeld de Bön is vrijwel geheel een Europese aangelegenheid. De enige uitzondering daarop is Samten Gyaltsen Karmay ( 1936), een van de weinige Tibetaanse tibetologen.

## Stand van zaken
Het aantal tibetologische publicaties is in de laatste decennia verveelvoudigd. Internationale samenwerking is sterk verbeterd. Er is aanzienlijke multidisciplinaire samenwerking en er zijn een aantal internationale platforms, waarvan de International Association of Tibetan Studies (IATS) de belangrijkste is met eigen wetenschappelijke peer-reviewed uitgaven. Andere belangrijke wetenschappelijke - ook digitaal beschikbare - uitgaven zijn The Tibet Journal en Revue d'Etudes Tibétaines. In China zijn de uitgaven van het China Tibetology Research Center het belangrijkst.
Omvangrijke collecties Tibetaanse documenten zijn of worden digitaal toegankelijk gemaakt. Voorbeelden zijn de manuscripten van Dunhuang in het kader van het International Dunhuang Project en het project bij het Tibetan Buddhist Resource Center (TBRC).
Studies over Tibet handelden traditioneel vooral over het Tibetaans boeddhisme en de geschiedschrijving van het historische Tibet. Er wordt dan ook weleens kritiek gehoord dat de tibetologie zich te veel bezighoudt met dat boeddhisme, de politieke geschiedenis en meer in het algemeen met de beschrijving van een politieke en religieuze elite. Het grootste deel van de geschiedenis, het dagelijks leven van mensen in Tibet die op geen enkele wijze deel uitmaakten van die elite en de machtsstructuren zou volstrekt onvoldoende belicht worden. Die kritiek werd wat heviger toen het begrip Subaltern Studies wat meer bekend raakte. Dat begrip ontstond bij een groep wetenschappers die in Zuid-Azië geïnteresseerd waren in postkoloniale samenlevingen, zoals met name India. Die studies richten zich vooral op diegenen die geen deel hadden aan de macht. Soms wordt de term ook gebruikt voor een geschiedschrijving – a history from below – die zich richt op effecten die plaatsvinden aan de onderkant van de samenleving.
Er kan echter ook geconstateerd worden, dat ook het overgrote deel van de Tibetaanse literatuur in het historische Tibet zich richtte op het boeddhisme en daarnaast op politieke gebeurtenissen. In het historische Tibet werd nauwelijks geschreven over de toen bestaande sociale en maatschappelijke orde, zoals Tibetaanse horigen. De ordening werd als van zelf sprekend beschouwd.
Tibet heeft ook nooit een koloniale periode gehad zoals India. Er waren dan ook geen op westers model ingerichte kennisinstituten en musea aanwezig. Er zijn nauwelijks teksten of archieven om bijvoorbeeld een wetenschappelijk verantwoorde microgeschiedenis op het niveau van een dorp te schrijven. Er is in de tibetologie dan ook nauwelijks iets van een stroming die vergelijkbaar is met die van bijvoorbeeld de Annales.
Er is de laatste drie decennia wel een duidelijke toename van meer antropologische en etnografische studies over hedendaagse situaties te constateren. Er zijn een aanzienlijk aantal studies gepubliceerd over met name Tibetaanse nomaden en de effecten van het Chinese beleid op hun bestaan. Die studies gaan ook in op de recente ecologische veranderingen. Met name over de veranderingsprocessen in het post-Mao tijdperk in het gebied van Amdo zijn nu een aanzienlijk aantal studies gepubliceerd. In wat beperkter mate zijn er ook westerse studies over de demografische veranderingen in met name Lhasa en de economische en culturele gevolgen daarvan.
In 2004 begon de Columbia-universiteit in New York met het aanbieden van een programma Modern Tibetan Studies dat zich richt op de samenleving, kunst, cultuur en economie van het huidige Tibet. Soortgelijke programma's zijn nu ook aanwezig op een aantal andere Amerikaanse en Europese universiteiten.
Programma's tibetologie worden in Nederland aangeboden binnen het Institute for Area Studies van de Universiteit Leiden